# Тоска

Обкладинка оригінального лібрето 1899 року.

«То́ска» (італ. Tosca) — опера на 3 дії  Джакомо Пуччіні на італійське лібрето Луїджі Ілліки та Джузеппе Джакози за однойменною французькою драмою Віктор'єна Сарду (1887). Прем'єра відбулася в Театро Костанці у Римі 14 січня 1900 року.

## Дійові особи
| Флорія Тоска, знаменита співачка                                                                             | Сопрано |
| Маріо Каварадоссі, художник                                                                                  | Тенор   |
| Барон Скарпія, шеф поліції Рима                                                                              | Баритон |
| Чезаре Анджелотті, колишній консул Римської республіки                                                       | Бас     |
| Ключар | Баритон |
| Сполетта, поліцейський агент                                                                                 | Тенор   |
| Шарроне, інший агент                                                                                         | Бас     |
| Тюремник | Бас     |
| Пастух | Альт    |
| Кардинал, суддя, Роберті (кат), писар, офіцер, сержант, солдати, вартові, поліцейські, кавалери, дами, народ |         |

## Історія створення
П'єсу «Тоска» Сарду написав спеціально для Сари Бернар, і актриса в ній мала величезний успіх. Прем'єра відбулася 24 листопада 1887 року в паризькому театрі Порт-Сен-Мартен. Пуччіні побачив п'єсу в міланському театрі Filodrammatico. У листі від 7 травня 1889 композитор доручає своєму видавцеві Джуліо Рікорді провести всі необхідні переговори, щоб отримати дозвіл Сарду на написання за його твором опери. П'єса Сарду зацікавила також композиторів Джузеппе Верді та Альберто Франкетті, однак, завдяки Рікорді, врешті-решт права на використання сюжети перейшли саме до Пуччіні. До нового проєкту композитор звернувся вперше 1895 під час короткої перерви у роботі над партитурою «Богеми». За погодженням з автором, композитор зробив деякі зміни у сюжет драми. Зокрема, Пуччіні наполіг на тому, щоб були прибрані всі другорядні деталі, сюжет було гранично спрощено, а дія максимально прискорена. Зазнав змін і образ головної героїні: з діви, яка вважала гріхом свою любов до художника-вільнодумця, Флорія Тоска перетворилась на талановиту артистку й патріотку Італії.
Прем'єра відбулась у римському Театро Костанці 14 січня 1900 в присутності  королеви Маргарити, президента італійської Ради міністрів Луїджі Пелле, міністра культури Баччеллі та була прийнята без захвату. Їй закидали  неоригінальність мелодичних ідей, які повторюють попередні знахідки Пуччіні, натуралізм, особливої критики зазнала сцена тортур. 17 березня 1900 прем'єра опери пройшла в Ла Скала під орудою Артуро Тосканіні.

## Зміст
Дія відбувається 17-18 червня  1800 році в Римі, в дні перемоги Наполеона під Маренго. 

### Дія перша

Сцена Te Deum, що завершує першу дію; Скарпія стоїть ліворуч. Фотографія 1914 року постановки в Метрополітен Опера, Нью-Йорк

Анджелотті, республіканець, який втік з ув'язнення, знаходить притулок в римській церкві Сант-Андреа делла Валле. Він ховається в капелі Аттаванті, ключ від якої під статуєю Мадонни залишила його сестра, маркіза Аттаванті. Не помічаючи втікача, до церкви входить ризничий. Він приносить їжу для художника Маріо Каварадоссі, який працює тут. За ризничим з'являється сам Маріо: картина з образом Марії Магдалини завершена лише наполовину. Каварадоссі співає арію "Recondia armonia", де порівнює вигляд своєї коханої, співачки Флорії Тоски, з рисами святої. Ризничий залишає Маріо. Анджелотті, думаючи, що в церкві нікого немає, виходить з капели і зустрічає Каварадоссі, свого старого друга. Їхню бесіду перериває стук у двері: Флорія Тоска вимагає, щоб їй відкрили. Анджелотті знову ховається. Входить Тоска. Ревнивій красуні здається, що на портреті Маріо зобразив її суперницю. Каварадоссі заспокоює її підозри, і вони домовляються зустрітися ввечері у нього, після того, як Тоска виступить у Палаці Фарнезе. Флорія йде. Каварадоссі разом з Анджелотті також залишають церкву — художник вирішив сховати друга у себе вдома.
У цей час в Рим приходить звістка про поразку Наполеона на півночі Італії. З цієї нагоди у церкві готуються до урочистого богослужіння. З'являється Скарпія, шеф поліції, закоханий у Тоску. Разом із своїм слідчим Сполеттою він виявляє докази того, що Анджелотті ховався тут. Один з доказів — віяло з гербом Аттаванті, який Скарпіа використовує, щоб розбудити ревниві підозри Тоски. Тоска вирішує негайно навідатись до Маріо додому, щоб захопити його з коханкою зненацька. Скарпія посилає Сполетту непомітно прослідкувати за Тоскою, щоб викрити Каварадоссі разом із втікачем Анджелотті.
Під час богослужіння до церкви входить безліч людей. Поки на честь перемоги над Наполеоном звучить "Te Deum", Скарпіа залишається в церкві, він цілком поглинений підступним планом відправити свого суперника Каварадоссі на ешафот.

### Дія друга
Палац Фарнезе. У цей же вечір тут святкують перемогу над французами. Скарпія у своєму кабінеті чує віддалені звуки музики і розмірковує про те, що трапилося за день. З жандармом Шарроне він посилає записку для Тоски. З'являється Сполетта, він вже обшукав будинок Каварадоссі та не знайшов там Анджелотті, але бачив, як звідти підозріло тихо пішла Тоска. Каварадоссі арештований і приведений до палацу. Його допит пройшов безрезультатно. З'являється Тоска і Каварадоссі встигає таємно сказати їй, щоб мовчала про те, що бачила у нього вдома. Скарпія відправляє художника в камеру тортур.
Скарпіа допитує Тоску. Вона спокійна, але лише до тієї хвилини, поки не чує з камери крики катованого Каварадоссі. У відчаї вона видає притулок Анджелотті - він ховається в садовому колодязі. Каварадоссі знову приводять у кабінет Скарпіа. Він розуміє, що Тоска все розповіла. Несподівано приходить звістка про перемогу Наполеона під  Маренго. Каварадоссі не приховує своєї радості. Скарпія віддає наказ стратити його наступного ж ранку.
Заради порятунку коханого Тоска погоджується принести себе в жертву. Скарпія переконує її, що має створити видимість приготувань до страти Каварадоссі. Він віддає Сполетті необхідні розпорядження і одночасно виписує перепустку для Тоски і художника, щоб вони могли втекти з Рима. Проте коли Скарпія повертається до неї, щоб обійняти, Тоска завдає йому удару кинджалом. Переконавшись, що Скарпія мертвий, вона спішно залишає палац, несучи з собою перепустку.

### Дія третя
Площа в'язниці Сант-Анджело. Каварадоссі виводять на тюремний дах, тут він буде страчений. Він пише останній лист Тосці. Звучить арія Каварадоссі "E lucevan le stelle". Несподівано з'являється Флорія. Вона розповідає про вбивство Скарпія, показує коханому перепустку і повідомляє йому, що страта буде не справжньою. Флорія і Маріо впевнені, що вони врятовані.
З'являються солдати на чолі зі Сполеттою. Каварадоссі спокійно встає перед ними. Постріли, Маріо падає, солдати йдуть. Тільки тепер Тоска розуміє, що Скарпія обдурив її: патрони були справжніми, і Каварадоссі мертвий. В горі жінка не чує, що солдати повернулися. Смерть Скарпіа виявлена, Сполетта намагається затримати Тоску. Вона кидається з даху замку вниз.

## Радянський варіант лібрето

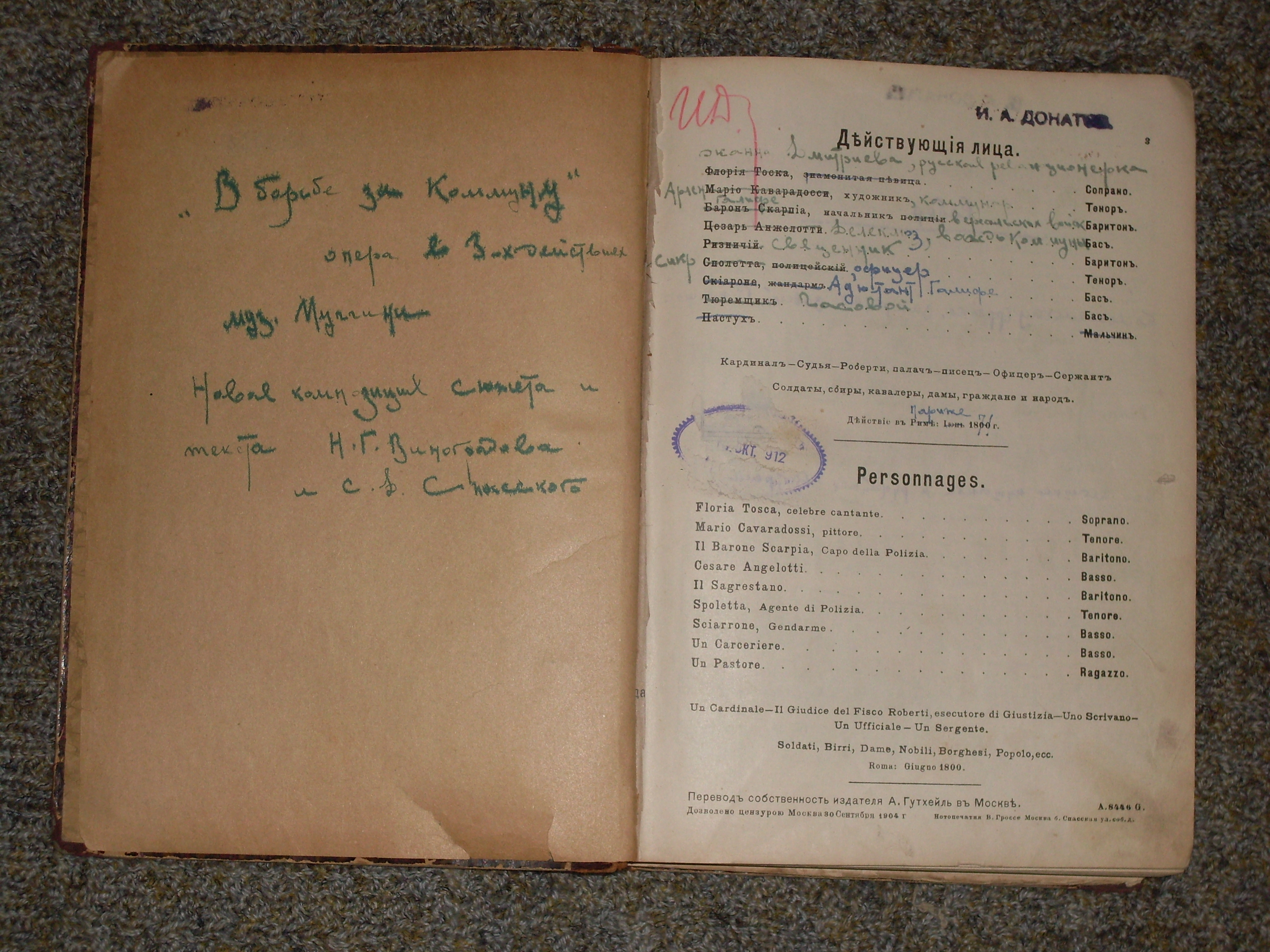
Клавір опери Дж. Пуччіні "Тоска" з новим лібретто

У перші роки радянської влади було здійснено спробу переробки лібрето з перейменуванням опери на «У боротьбі за Комуну». Над лібрето працювали Н. Виноградов і С. Спаський. За задумом авторів, дія проходила в Парижі в 1871 році, головною героїнею стала російська революціонерка Жанна Дмитрієва, її коханим був комунар Арлен, а його суперником — Галіфе, начальник версальських військ. У такому вигляді оперу поставили навіть у Київській опері